# Ara dell'incendio neroniano
L'Ara dell'incendio neroniano è un altare romano situato sotto il palazzo Sant'Andrea, in via del Quirinale 30 a Roma. 
Al momento della costruzione del palazzo nel 1888 venne rinvenuto un grande altare di travertino (3,25x6,25x1,26 metri) posto su una piattaforma dello stesso materiale rialzata di due scalini e delimitata da cippi girati frontalmente e distanti tra loro da 2,50 a 3 metri. Il nucleo centrale era rivestito di marmo, come dimostra una cornice ancora conservata sul lato inferiore.
Nel 1640, durante i lavori per la costruzione della chiesa di Sant'Andrea al Quirinale, era stata rinvenuta l'iscrizione che rivelava la natura del monumento: faceva parte di quegli altari eretti da Domiziano in ciascuna regio, indicanti i limiti del grande incendio di Roma di Nerone (64). Ne sono stati rinvenuti altri due, presso San Pietro e alle pendici dell'Aventino.
Su questi altari il 23 agosto, festa di Vulcano (Volcanalia) si facevano sacrifici per scongiurare gli incendi (incendiorum arcendorum causa).